# سنة الرجبية
سنة الرجبية ، (1872) هي السنة التي شهدت فيها الكويت أمطارًا قوية جداً هدَّمت البيوت و أفزعت الناس و امتلأت الأزقة والطرق بالماء، و سميت هذه السنة بالرجبية، لأنها حدثت في شهر رجب الهجري، الموافق لشهر أكتوبر من عام 1872م

## الأضرار
لأن البيوت كانت في ذاك الوقت من الطين و كانت البيوت شبه متلاصقه بعضها ببعض، و الأزقة ضيقه جداً، هذا أعطى فرصة للمياه فسقطت البيوت وغرقت الأزقة والسِكَك و فزع الناس والكثير تركوا منازلهم لتُهدم وهذه الحادثة كانت في عهد الشيخ عبد الله الثاني الصباح.